# فرق البانزر

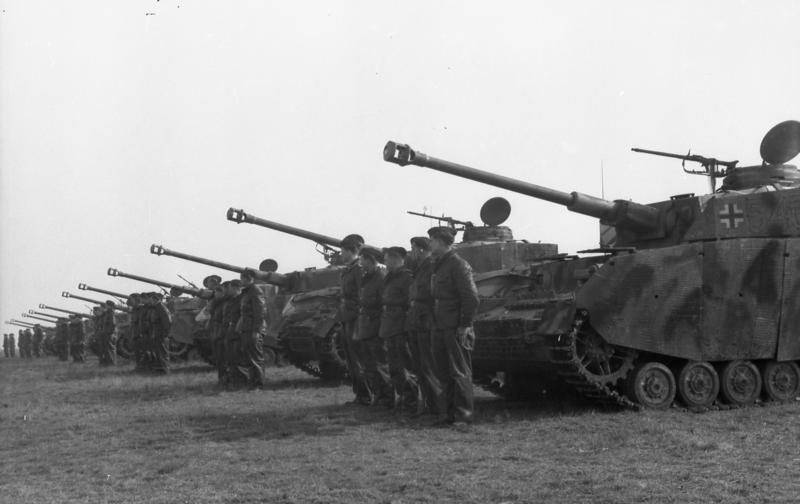
فرقة البانزر 12

فرق البانزر (بالألمانية: Panzerdivision) هي فرق مدرعة بالفيرماخت في ألمانيا النازية خلال الحرب العالمية الثانية، كانت فرقة البانزر عبارة عن تشكيل يعتمد على فكرة الجمع بين الأسلحة، فتضم الفرفة على كل من الدبابات (الألمانية Panzerkampfwagen، `مركبة قتال مصفحة`، يتم اختصارها عادةً إلى «بانزر»)، والمشاة الآلية والاليات، جنبًا إلى جنب مع المدفعية والمدفعية المضادة للطائرات وعناصر الدعم المتكاملة الأخرى. وقد كانت فرق البانزر هي العنصر الرئيسي للنجاح الألماني في عمليات الحرب الخاطفة في السنوات الأولى من الحرب العالمية الثانية. وفي وقت لاحق شكلت فافن إس إس فرق بانزر خاصة بها، وحتى لوفتفافه قامت بنشر فرقة بانزر تعرف بفرقة هيرمان جورينج. في المقابل كان المكافئ الألماني في الحرب العالمية الثانية لفرقة المشاة الميكانيكية هو بانزرجرينادير («فرقة المشاة المدرعة»). هذا مشابه لفرق الدبابات، ولكن مع نسبة أعلى من مدافع المشاة الهجومية وعدد أقل من الدبابات.
في بداية الحرب، كانت فرق الدبابات أكثر فاعلية من فرق الحلفاء المدرعة المكافئة بسبب استخدام الالمان عقيدة الأسلحة المشتركة، على الرغم من أنهم امتلكوا عددا اقل من الدبابات وأقل تقدمًا تقنيًا. وهو الأمر الذي لم يتغير حتى حلول منتصف الحرب، والتي أصبحت في الدبابات الألمانية في الغالب متفوقة تقنيًا على دبابات الحلفاء.
في الوقت الحاضر لا يزال الجيش الجيش الألماني الحديث في البوندسهير يستخدم مصطلح البانر لقواته المدرعة (على سبيل المثال فرقة بانزر 1). اما في البلدان الناطقة باللغة الألمانية، فإن مصطلح فرق البانزر لا يرتبط فورًا بالفيرماخت كما هو الحال في اللغة الإنجليزية، حيث يعني المصطلح الألماني ببساطة «فرقة مدرعة» وليس له دلالة إضافية.

## تطوير ما قبل الحرب
تعني كلمة بانزر في اللغة الألمانية الدرع أو المدرعة وتطلق على الدبابة أما مصطلح فرق البانزر فيعني التشكيلات المدرعة بالجيش الألماني، وقد اقترن اسم الجنرال هاينز جوديريان بفكرة إنشاء قوات البانزر الألمانية، الأمر الذي أدى لميلاد عصر جديد من الفن العسكري، ويعد هاينز جودريان أحد أهم رجال الفكر العسكري وتطبيقاته الميدانية خلال النصف الأول من القرن العشرين.

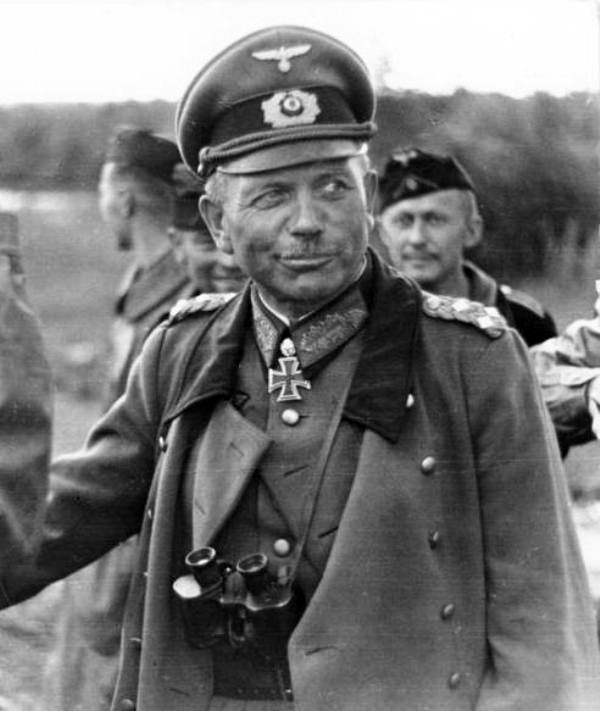
هاينز جوديريان في روسيا عام 1941

ويرجع تاريخ تشكيل أول فرقة بانز في الجيش الألماني إلى بداية الثلاثينات من القرن العشرين عندما أقترح الجنرال هاينز جوديريان في الجيش الألماني تشكيل وحدات عسكرية أكبر حجما من أفواج البانزر الحالية، إلا أن أن طلبه قد رفض من قبل مفتش القوات الآلية الألمانية، لكن بعد وصول هتلر إلى السلطة في 30 يناير 1933 واختياره الجنرال بلومبرج وزيراً للحرب لقي المقترح دعما في قيادة الجيش وبدأ في تصنيع دبابات بانزر-1 وبانزر-2 من أجل تدريب القوات الألمانية على الحرب المدرعة.
بعد وفاة الرئيس الألماني باول فون هيندنبورغ في 2 أغسطس 1934 أصبح هتلر رئيساً للدولة وسرعان ما أعلن في الأول من مارس 1935 التجنيد الإجباري بالرغم من معاهدة فرساي التي حددت عدد الجيش الألماني، وحرّمت عليه الأسلحة: الرئيسية والهجومية، وقيدت صنعها.
في 15 أكتوبر 1935 تم تشكيل أول ثلاثة فرق بانزر في الجيش الألماني توزعت على النحو التالي:
- فرقة البانزر الأولى: بقيادة ماكسيميليان فون (فايمار)
- فرقة البانزر الثانية: بقيادة هاينز جودريان (فورتسبورغ)
- فرقة البانزر الثالثة: بقيادة ارنست (برلين)

في عام 1938 شكلت فرقتي البانزر الرابعة والخامسة وفي مارس 1939 تشكلت فرقة البانزر العاشرة ومقرها براغ، وأغسطس 1939 تشكلت فرقة كيمبف المدرعة في بروسيا الشرقية.
نظمت معظم جيوش ذلك العصر الأخرى دباباتها في «ألوية الدبابات» التي تتطلب دعمًا مدفعيًا إضافيًا. كان لدى فرق بانزر دعم المشاة والمدفعية الخاص بهم. أدى هذا إلى تغيير في العقيدة العملياتية: بدلاً من دعم الدبابات للعمليات بأسلحة أخرى، قادت الدبابات العمليات، بالدعم من الأسلحة الأخرى. بما أن فرق البانزر كانت تحتوي على الأذرع الداعمة التي يمكن أن تعمل بشكل مستقل عن الوحدات الأخرى.

## الحرب العالمية الثانية

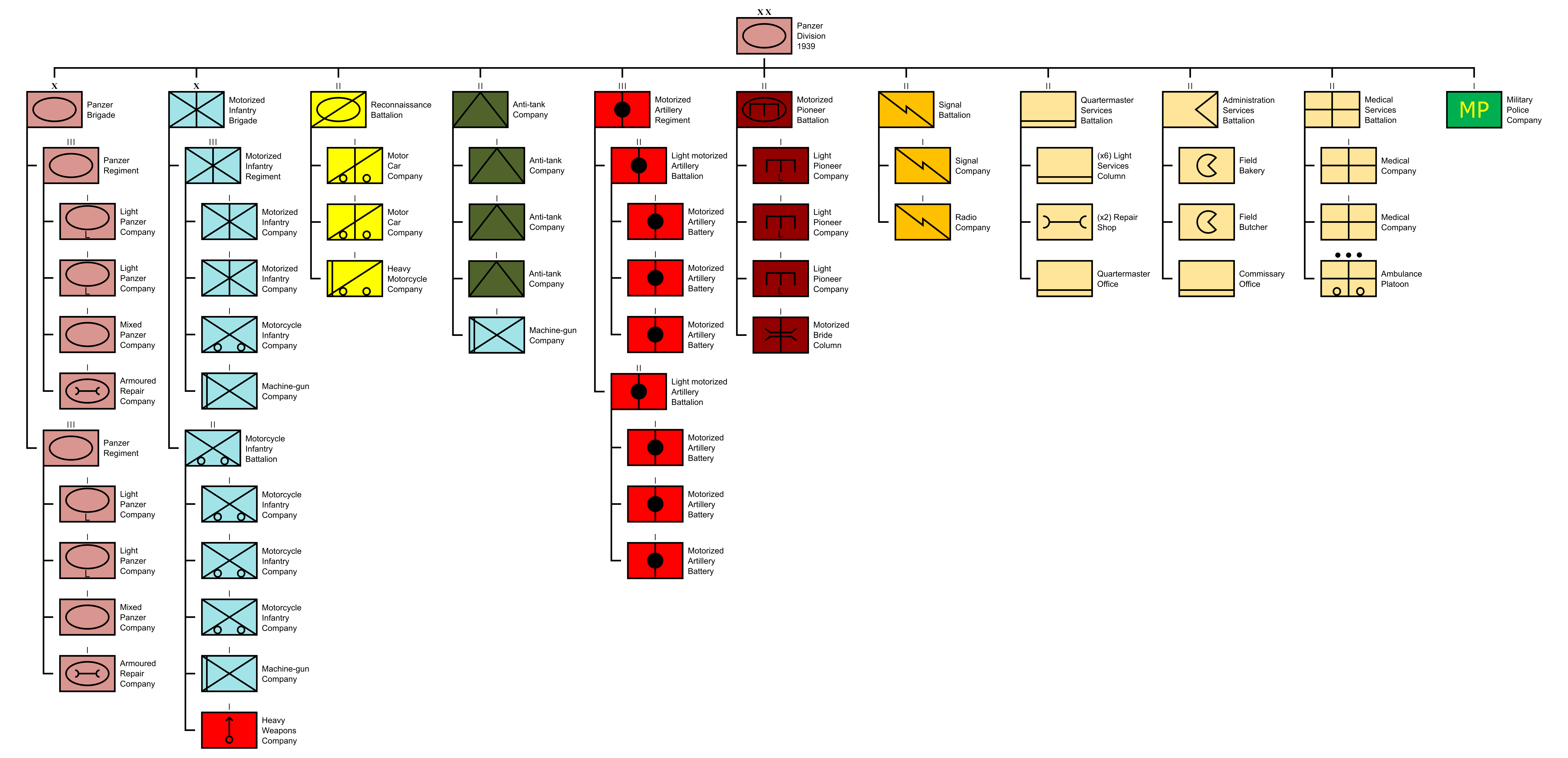
فرق البانزر الألمانية، 1939.

كانت فرق الدبابات الأولى (الأولى حتى الخامسة) تتكون من لواء مدرع من فوجي دبابات وفوج مشاة آلي من كتيبتين، إضافة الوحدات الداعمة. تحتوي بعض فرق البانزر هذه على نسبة كبيرة من دبابة بانزر-1، وهي دبابة لم تكن مخصصة أبدًا للقتال. بعد غزو بولندا في عام 1939، أعيد تنظيم الفرق القديمة جزئيًا (إضافة كتيبة ثالثة إلى بعض أفواج المشاة أو بدلاً من ذلك إضافة فوج ثان من كتيبتين). في هذا الوقت تقريبًا، توسعت الفرق المنظمة حديثًا (من السادسة إلى العاشرة) في التنظيم، كل منها في المتوسط مع فوج بدبابة واحد وكتيبة دبابات منفصلة وفوج مشاة أو اثنين (ثلاث إلى أربع كتائب لكل فرقة).
مع بداية عملية بربروسا، الغزو الألماني للاتحاد السوفياتي في عام 1941، خضعت فرق الدبابات الـ 21 لمزيد من التنظيم لتصبح الآن من فوج دبابات واحد (من كتيبتين أو ثلاث كتائب) وفوجين آليين (من كتيبتين لكل منهما). حتى شتاء 1941/42، كان المكون العضوي لهذه الفرق يتألف من فوج مدفعي آلي  (كتيبة ثقيلة وكتيبتان خفيفتان) والكتائب التالية: الاستطلاع، دراجات نارية، مضادات للدبابات، ورائدة الاستبدال الميداني والاتصالات. كان عدد الدبابات في الفرق أسلوب 1941 صغيرًا نسبيًا، مقارنة بتكوين أسلافها. تم تجهيز جميع الوحدات الأخرى في هذه التشكيلات بمحركات كاملة (شاحنات ونصف مجنزرات ومركبات قتالية متخصصة) لتتناسب مع سرعة الدبابات.
خلال شتاء 1941/42، خضعت الفرق لعملية إعادة تنظيم أخرى، مع فوج دبابات يتألف من كتيبة إلى ثلاث كتائب، اعتمادًا على الموقع (بشكل عام ثلاث لمجموعة الجيوش الجنوبية واحدة لمجموعة الجيوش الوسطى، وفي أوامر تنظيمية أخرى عادة كتيبتين). طوال عام 1942، تم دمج كتائب الاستطلاع في كتائب الدراجات النارية.
بحلول صيف عام 1943، كان لدى لوفتفافه وفافن إس إس أيضًا فرق بانزر. تمت محاولة توحيد أفواج الدبابات. كان من المفترض أن تتكون كل منها الآن من كتيبتين، واحدة مع دبابة بانزر 4 والأخرى مع بانزر 5. في الواقع، استمرت المنظمة في الاختلاف من فرقة لآخرى. كان من المفترض الآن أن تكون كتيبة المشاة الأولى من فوج المشاة الأول لكل فرقة بانزر ميكانيكية بالكامل (مثبتة على نصف مسارات مدرعة (أس دي.كيه أف زي. 251). استبدلت الكتيبة الأولى من فوج المدفعية مدافع الهاوتزر السابقة ذات القطر الخفيف بمزيج من المدافع الثقيلة والخفيفة (هومل وفيسبا). تضم الكتيبة المضادة للدبابات الآن مدافع هجومية ومدمرات دبابات ومدافع مضادة للدبابات قطرها. بشكل عام، زادت ميكنة هذه الفرق مقارنة بتنظيمها السابق.
نظرًا لأن هير (الجيش) والإس إس استخدموا أنظمة ترتيبية خاصة بهم، كانت هناك أرقام مكررة (أي كان هناك فرقة بانزر التاسعة وفرقة البانزر إس إس التاسعة هوهنشتاوفن).

### هير

#### مرقمة
- فرقة بانزر الأولى
- فرقة بانزر الثانية
- فرقة بانزر الثالث
- فرقة بانزر الرابعة
- فرقة بانزر الخامسة
- فرقة بانزر السادسة (الفرقة الخفيفة الأولى سابقًا)
- فرق بانزر السابعة (الفرقة الخفيفة الثانية سابقًا)
- فرقة بانزر الثامنة (الفرقة الخفيفة الثالثة سابقًا)
- فرقة بانزر التاسعة (الفرقة الخفيفة الرابعة سابقًا)
- فرقة بانزر العاشرة
- فرقة بانزر الحادية عشر
- فرقة بانزر الثانية عشر (فرقة المشاة الآلية الثانية سابقًا)
- فرقة بانزر الثالثة عشر (فرقة المشاة الثالثة عشرة سابقًا، فرقة المشاة الآلية الثالثة عشرة؛ فرقة بانزر لاحقًا Feldherrnhalle 2)
- فرقة بانزر الرابعة عشر (فرقة المشاة الرابعة سابقًا)
- فرقة بانزر الخامسة عشر (فرقة المشاة الثالثة والثلاثين سابقًا؛ لاحقًا فرقة بانزرجريندير الخامسة عشر)
- فرقة بانزر السادسة عشرة (فرقة المشاة السادسة عشرة سابقًا)
- فرقة بانزر السابعة عشر (فرقة المشاة السابعة والعشرون سابقًا)
- فرقة بانزر الثامنة عشر (فرقة المدفعية 18 لاحقًا)
- فرقة بانزر التاسعة عشرة (فرقة المشاة التاسعة عشرة سابقًا)
- فرقة بانزر 20
- فرقة بانزر 21 (قسم الضوء الخامس سابقًا)
- فرقة بانزر 22
- فرقة بانزر 23
- فرقة بانزر الرابعة والعشرين (فرقة الفرسان الأولى سابقًا)
- فرقة بانزر الخامسة والعشرون (الفرقة المدرعة سابقًا «النرويج».[6]
- فرقة بانزر 26 (فرقة المشاة 23 سابقا)
- فرقة بانزر 27
- فرقة بانزر 116 ويندهند (فرقة المشاة السادسة عشرة سابقًا، فرقة المشاة السادسة عشرة الآلية، وفرقة بانزرجرينادير السادسة عشر)
- فرقة بانزر الإحتياطية 155 (سابقًا رقم 155، قسم رقم 155 (بمحركات)، قسم بانزر رقم 155)
- قسم بانزر رقم. 178 (قسم سابق رقم 178)
- فرقة بانزر الإحتياطي 179 (الفرقة 179 سابقا، الفرقة 179 (الية)، وفرقة بانزر 179)
- فرقة بانزر 232 (قسم بانزر تاترا سابقًا، قسم تدريب بانزر تاترا)
- فرقة بانزر الإحتياطية 233 (الفرقة 233 سابقا)، Panzergrenadier Division Nr. 233، وبانزر فرقة رقم. 233 ؛ لاحقا بانزر شعبة كلاوزفيتز)
- فرقة بانزر الإحتياطية 273

#### بعدد
- فرقة بانزر كلاوزفيتز (الشعبة رقم 233 سابقًا (المزودة بمحركات)، فرقة بانزرجرينادير 233، وفرقة بانزر 233، وفرقة بانزر الاحتياطية 233)
  - دويبرتز وسيليزيا وهولشتاين مرادفة تقريبًا لكلوزفيتز (Clausewitz).
- فرقة بانزر فيلدرهنرهال 1 (فرقة المشاة الستين سابقًا، شعبة المشاة الآلية الستين، وفرقة بانزرجرينادير فيلدرهنرهال)
- فرقة بانزر فيلدرهنرهال 2 (فرقة المشاة الثالثة عشر سابقًا، فرقة المشاة الثالثة عشر الآلية، <i id="mwxA">وفرقة</i> الدبابات الثالثة عشر)
- فرقة فالشيرم بانزر 1 هيرمان جورينج
- فرقة بانزر يوتابوغ
- فرقة بانزر كيمبف (جزء من هير، جزء من فافن إس إس)
- فرقة بانزر كورمارك
- فرقة بانزر ليهر (يُعرف أحيانًا باسم الفرقة 130 بانزر ليهر)
- فرقة بانزر ميونيخ
- فرقة بانزر تاترا (لاحقًا فرقة التدريب بانزر تاترا، فرقة بانزر 232)

## مكمل للدبابات
تباينت قوة الدبابات في فرق البانزر طوال فترة الحرب. من الصعب تحديد المعدات الفعلية لكل فرقة بسبب خسائر المعركة، وتشكيل وحدات جديدة، وتعزيزات ومعدات العدو التي تم الاستيلاء عليها. يوضح الجدول التالي قوة الدبابات لكل فرقة في تاريخين عندما كان ذلك معروفًا.
| الوحدة | الدبابات في 1 سبتمبر 1939 (غزو بولندا) | الدبابات في 22 يونيو 1941 (غزو الاتحاد السوفييتي) |
| --- | -------------------------------------- | ------------------------------------------------- |
| فرقة البانزر الأولى | 309                                    | 145                                               |
| فرقة البانزر الثانية | 322                                    | غ/م1                                              |
| فرقة البانزر الثالثة | 391                                    | 215                                               |
| فرقة البانزر الرابعة | 341                                    | 166                                               |
| فرقة البانزر الخامسة | 335                                    | غ/م2                                              |
| فرقة البانزر العاشرة | 150                                    | 182                                               |
| فرقة كيمبف المدرعة | 164                                    | غ/م5                                              |
| الفرقة الخفيفة الأولى / فرقة البانزر السادسة | 226                                    | 2454                                              |
| الفرقة الخفيفة الثانية / فرقة البانزر السابعة | 85                                     | 2654                                              |
| الفرقة الخفيفة الثالثة / فرقة البانزر الثامنة | 80                                     | 2124                                              |
| الفرقة الخفيفة الرابعة / فرقة البانزر التاسعة | 62                                     | 1434                                              |
| فوج البانزر 25 | 225                                    | غ/م5                                              |
| فرقة البانزر 11 | غ/م3                                   | 143                                               |
| فرقة البانزر 12 | غ/م3                                   | 293                                               |
| فرقة البانزر 13 | غ/م3                                   | 149                                               |
| فرقة البانزر 14 | غ/م3                                   | 147                                               |
| فرقة البانزر 16 | غ/م3                                   | 146                                               |
| فرقة البانزر 17 | غ/م3                                   | 202                                               |
| فرقة البانزر 18 | غ/م3                                   | 218                                               |
| فرقة البانزر 19 | غ/م3                                   | 228                                               |
| فرقة البانزر 20 | غ/م3                                   | 229                                               |
| 1 لم تشارك في عملية بارباروسا، غرقت سفن النقل خلال نقل الفرقة في 1941. 2 وصلت إلى الجبهة الشرقية بعد عملية بارباروسا. 3 تم تشكيلها بعد الحملة البولندية. 4 أعيد تسميتها بعد الحملة البولندية. 5 تم دمجها مع باقي الفرق بعد الحملة البولندية. |                                        |                                                   |

## الأعلام
استخدمت فرق البانزر الأعلام العسكرية الوردية.

## روابط خارجية
- «تصور قسم الدبابات الألمانية 1939»، www.youtube.com